# Clusia columnaris
Clusia columnaris är en tvåhjärtbladig växtart som beskrevs av Adolf Engler. Clusia columnaris ingår i släktet Clusia och familjen Clusiaceae. Inga underarter finns listade i Catalogue of Life.